# 岡本幹輔
岡本 幹輔（おかもと かんすけ、1885年〈明治18年〉2月1日 - 1939年〈昭和14年〉2月25日）は、日本の政治家。衆議院議員。

## 経歴
山形県飽海郡漆曽根村（現酒田市）で岡本敏貞の二男として生まれる。1902年、山形県立荘内中学校を卒業し、さらに1906年、東京高等商業学校を卒業した。同年7月、三井物産会社に入社し、札幌出張所、本店営業部などで勤務。1914年8月、日本製鋼所に移り、横須賀出張所長、室蘭支店会計主任、同支店商務主任、同事務部次長、同労務係長を歴任。その他、室蘭商業会議所特別議員、(株) 瑞穂商会顧問を務めた。
1920年5月、第14回衆議院議員総選挙において北海道第五区から憲政会所属で出馬し当選。第16回総選挙でも当選し、衆議院議員を通算二期務めた。